# Gary Cooper, qui êtes aux cieux
Pour plus de détails, voir Fiche technique et Distribution.
Gary Cooper, qui êtes aux cieux (Gary Cooper, que estás en los cielos) est un film espagnol réalisé par Pilar Miró et sorti en 1980.

## Synopsis
Andrea Soriano est une réalisatrice de télévision reconnue et appréciée. Or, une visite chez le gynécologue lui révèle la gravité de son état : atteinte d'un début de cancer de l'utérus, elle doit subir de toute urgence une opération risquée. Le film est le journal intime d'une femme confrontée à l'éventualité de la mort.

## Fiche technique
- Titre du film : Gary Cooper, qui êtes aux cieux[1]
- Titre original : Gary Cooper, que estás en los cielos
- Réalisation : Pilar Miró
- Scénario : Antonio Larreta et Pilar Miró, d'après sa propre histoire.
- Photographie : Carlos Suárez
- Format : Eastmancolor, 35mm
- Montage : Javier Morán, José Luis Matesanz
- Son : José Nogueira, Francisco Peramos
- Musique : Antón García Abril, fragment de Werther de Jules Massenet
- Décors : Fernando Sáenz
- Production : Marisol Carnicero pour In-Cine Compañia Industrial Cinematográfica, Jet Films, Pilar Miró P.C.
- Pays d'origine :  Espagne
- Langue originale : espagnol
- Durée : 98 minutes
- Sortie : 17 novembre 1980 à Madrid

## Distribution
- Mercedes Sampietro : Andrea Soriano
- Jon Finch : Mario
- Carmen Maura : Begoña
- Victor Valverde : Diego
- Alicia Hermida : María
- Isabel Mestres : Marisa
- José Manuel Cervino : Julio
- Mary Carrillo : la mère
- Agustín González : l'acteur
- Fernando Delgado : Bernardo
- Amparo Soler Leal : Carmen

## Commentaire
Alors qu'aucun producteur ne fut prêt à soutenir l'entreprise d'une cinéaste dont le dernier film, El crimen de Cuenca, demeurait sous séquestre, celle-ci releva le défi et créa sa propre maison de production afin de réaliser l'œuvre la plus personnelle de sa filmographie : Gary Cooper, que estás en los cielos.
Le scénario avait néanmoins été écrit dès 1978 en collaboration avec Antonio Larreta. Puis, « on avait proposé à Pilar Miró, El crimen de Cuenca et Gary Cooper, que estás en los cielos fut repoussé à plus tard. C'est donc paradoxalement au choc produit par El crimen... que l'on doit l'éclosion de Gary Cooper... », écrit Françoise Heitz.
On effectua toutefois d'importantes modifications. Par exemple, dans la première version, la protagoniste principale était professeur de lycée. La réalisatrice, sur les conseils d'un de ses collaborateurs, renonça à une élaboration artificielle pour installer son personnage dans un milieu qui était le sien, la télévision. En réalité, bien des éléments du récit ont valeur autobiographique. « La réalisatrice, qui avait subi en 1975 sa première opération du cœur, exprime de l'intérieur l'angoisse devant la mort, la vaine recherche d'un appui, d'une aide quelconque. » Juan Antonio Pérez Millán note que, parlant d'elle-même, Pilar Miró ne recourt, par conséquent, à un aucun effet dramatique sensationnel.
Alter ego de la réalisatrice, « Andrea Soriano (Mercedes Sampietro), marquée par une blessure du passé, parcourt la ville dans sa 2CV pour se confronter à un conflit intérieur qu'elle doit résoudre en peu de temps. La protagoniste imite ainsi le mythique héros du genre, Gary Cooper, l'idole de son adolescence. » « Certains critiques ont fait le rapprochement avec un film d'Agnès Varda : Cléo de 5 à 7 (1962), qui retraçait aussi l'état d'esprit d'une femme apprenant qu'elle était atteinte d'un cancer. Le film de Varda était novateur, presque expérimental, en ce que le temps diégétique n'excédait pratiquement pas la durée de la représentation. Le même cas d'isochronie nous faisant vivre une attente se trouve dans le western interprété par Gary Cooper : High Noon (1952). L'impossible dilatation du temps est le sujet même du film [...] », souligne Françoise Heitz.
Le film, ancré dans la réalité politique de l'époque, évoque aussi les soubresauts d'une transition démocratique espagnole encore fragile. Gary Cooper, que estás en los cielos « parle d'une génération éduquée dans le silence qui a cru, à tort, que choisir un chemin impliquait rejeter l'autre - discours similaire à celui d' Asignatura pendiente de José Luis Garci (1977). »
Favorablement reçu par la critique, le film bénéficia, auprès du public, de l'effet médiatique créé autour du Crime de Cuenca que les spectateurs espagnols ne verront que neuf mois plus tard. Gary Cooper, que estás en los cielos recueillera 445 593 entrées. La presse salua l'interprétation de Mercedes Sampietro qui obtint le premier Prix d'interprétation au Festival international du film de Moscou en 1981.